# Gasaraki
Gasaraki (ガサラキ?) es una serie de anime producida por Sunrise y Bandai Visual en 1998, dirigida por Ryōsuke Takahashi y Gorō Taniguchi, escrita por Hajime Yatate y con diseños de Shukou Murase.
La serie se desarrolla en un futuro cercano dentro de un contexto realista. Parte del argumento inicial se conduce mediante informes de prensa, predominan las narrativas políticas que conciernen a una guerra ficticia entre los EE. UU. y la nación ficticia de Oriente Medio llamada Belgistan.
Fue licenciada por Locomotion mediante un trato con Sunrise para su transmisión en América Latina, estrenándose el 4 de marzo de 2002.

## Sinopsis
Una pequeña república de Oriente Medio, Belgistán, pone en alerta a las Naciones Unidas sobre la posible existencia de armas de destrucción masiva en el país. Estados Unidos lidera el despliegue de tropas que se realiza en Belgistán y entre sus filas cuenta con unas unidades especiales llamadas Tactical Armor (o TA), robots de combate tácticos desarrollados por la empresa Symbol que alojan en su interior a un humano que los controla.
La familia Gowa, quienes habían desarrollado también la tecnología de las TA, en Japón, deciden enviar sus unidades a Belgistán para probar sus nuevas armas. Con ellas viajará el equipo especial de las Fuerzas Armadas japonesas encargado de su control, entre los que se encuentra Yushiro Gowa, el cuarto hijo de los Gowa. 
Pero Yushiro tiene una serie de capacidades especiales que le permiten invocar al Gasaraki, un arma infernal definitiva con un poder de destrucción total, y su familia quiere aprovechar dicho poder en beneficio propio. Entre las filas de las tropas desplegadas en Belgistán se encuentra Miharu, una joven con capacidades idénticas a las de Yushiro. Ambos personajes intentarán escapar al control al que Symbol y los Gowa les someten y serán los protagonistas indiscutibles de la serie.

## Personajes
Yushiro Gowa 豪和ユウシロウ (Gowa Yushiro?)
- Seiyū: Nobuyuki Hiyama

Es el personaje principal de Gasaraki, un adolescente tranquilo y retraído que es visto como un instrumento a través del cual sus hermanos mayores tratan de alcanzar sus objetivos. Es miembro de una unidad especial del JSDF, encargada de las pruebas del sistema de TA. Como piloto de pruebas, se encontró con que posee la capacidad de sincronizar en un grado extraordinario con el hardware del TA, y en particular con la Milla, un tejido muscular sintético (un proceso descrito como un "Burst Mental"). Por encargo de su familia, él es el ejecutante de una ficticia y mística pieza del teatro Noh, la danza del Gasara, a través de la cual es capaz de abrir portales dimensionales.  
Miharu ミハル (Miharu?)
- Seiyū: Mami Kingetsu

Al igual que Yuushiro, Miharu es una chica introvertida y tranquila, es un sujeto de prueba para la organización conocida como Symbol. Pilotea la versión del TA de la organización Symbol, conocido como Falso. Ella es muy consciente de su papel, pero no pareció importarle mucho hasta que conoce a Yuushiro, que despierta en ella el deseo de la autodeterminación. Al igual que Yushiro, realiza ritual de la danza del Gasara, mediante la cual al principio se conocen estando en países diferentes. 
Kazukiyo Gowa 豪和一清 (Gowa Kazukiyo?)
- Seiyū: Yuji Takada

Es el mayor de los hermanos Gowa, es muy ambicioso y hábilmente planea su llegada al poder, mediante la sustitución de su padre como maestro de la casa y luego en el mundo, tejiendo una compleja red política y económica. Está obsesionado con obtener el poder de la misteriosa Gasaraki, que él cree que le dará la victoria absoluta, y no se detendrá ante nada para adquirirlo.  
Kiyotsugu Gowa 豪和清継 (Gowa Kiyotsugu?)
- Seiyū: Sho Hayami

El segundo hijo de Daizaburo Gowa (Jede y padre de la familia Gowa), es un hombre de ciencia y un investigador consumado. Es el genio detrás del desarrollo de las TA que considera la obra de su vida. Para continuar sus estudios, está dispuesto a seguir los planes siniestros de Kazukiyo, haciendo caso omiso de cualquier peligro que pudiera sucederle a sus familiares o compañeros de trabajo.  
Kiyoharu Gowa 豪和清春 (Gowa Kiyoharu?)
- Seiyū: Isshin Chiba

El tercer hijo de Daizaburo Gowa, es un experto analista y mediador, cualidades que lo hacen un exitoso hombre de negocios. Está de acuerdo en apoyar los planes Kazukiyo, aunque no aprueba algunos de sus medios.  
Misuzu Gowa 豪和美鈴 (Gowa Misuzu?)
- Seiyū: Satomi Koorogi

Es la más joven y única hija mujer de la familia Gowa, tiene una estrecha y muy cercana relación con su hermano mayor Yuushiro, ya que se llevan unos pocos años de diferencia. Presiente que algo no está bien en la familia y trata de averiguar la verdad acerca de su querido hermano y finalmente sobre sí misma. 
Meth メス (Mesu?)
- Seiyū: Tokuhiro Natsuo

Un miembro del consejo de Symbol, que parece ser una de las máximas figuras, tomando órdenes directamente del Presidente. Tiene un gran interés en el desarrollo de Miharu y su bienestar, la ve como una persona querida y no sólo como un medio para un fin.

## Banda sonora
La banda sonora fue compuesta por Kuniaki Haishima:

### Openings
- Episodios 1-14 y 17-24: "Message #9" por Tomoko Tane.
- Episodios 15-16: "REMIX OF MESSAGE #9: type M" por Tomoko Tane.

### Ending
- Episodios 1-25: "Love Song" por Tomoko Tane.